# Södra Ny socken
Södra Ny socken i Värmland ingick i Näs härad och är sedan 1971 en del av Säffle kommun, från 2016 inom Södra Ny-Huggenäs distrikt.
Socknens areal är 57,52 kvadratkilometer varav 57,44 land. År 1952 fanns här 423 invånare.  Sockenkyrkan Södra Ny kyrka ligger i socknen.   

## Administrativ historik
Socknen har medeltida ursprung. Före 1 januari 1886 (enligt beslut den 17 april 1885) var namnet Ny socken.
Vid kommunreformen 1862 övergick socknens ansvar för de kyrkliga frågorna till Ny församling och för de borgerliga frågorna bildades Ny landskommun.  Landskommunen uppgick 1952 i Värmlandsnäs landskommun som 1971 uppgick i Säffle kommun. Församlingen uppgick 1970 i Ny-Huggenäs församling.
1 januari 2016 inrättades distriktet Södra Ny-Huggenäs distrikt, med samma omfattning som Ny-Huggenäs distrikt församling hade 1999/2000 och fick 1970, och vari detta sockenområde ingår.
Socknen har tillhört län, fögderier, tingslag och domsagor enligt vad som beskrivs i artikeln Näs härad. De indelta soldaterna tillhörde Värmlands regemente, Näs kompani.

## Geografi
Södra Ny socken ligger på östra delen av Värmlandsnäs med Vänern i öster. Socknen är flack med omväxlande odlings- och skogsbygd.
Egendomen Sjönnebol ligger i socknen.

## Fornlämningar
Hällkistor är funna gravrösen från bronsåldern.

## Namnet
Namnet skrevs 1503 Ny och syftar på att socknen är ny i förhållande till By socken.

## Befolkningsutveckling
| Befolkningsutvecklingen i Södra Ny socken 1780–1990                                                      | Befolkningsutvecklingen i Södra Ny socken 1780–1990 | Befolkningsutvecklingen i Södra Ny socken 1780–1990 | Befolkningsutvecklingen i Södra Ny socken 1780–1990 | Befolkningsutvecklingen i Södra Ny socken 1780–1990 |
| --- | --------------------------------------------------- | --------------------------------------------------- | --------------------------------------------------- | --------------------------------------------------- |
| |                                                     |                                                     |                                                     |                                                     |
| År |                                                     |                                                     | Folkmängd                                           |                                                     |
| 1780 | 1780                                                |                                                     | 707                                                 |                                                     |
| 1790 | 1790                                                |                                                     | 717                                                 |                                                     |
| 1800 | 1800                                                |                                                     | 760                                                 |                                                     |
| 1810 | 1810                                                |                                                     | 737                                                 |                                                     |
| 1820 | 1820                                                |                                                     | 861                                                 |                                                     |
| 1830 | 1830                                                |                                                     | 946                                                 |                                                     |
| 1840 | 1840                                                |                                                     | 1 007                                               |                                                     |
| 1850 | 1850                                                |                                                     | 1 132                                               |                                                     |
| 1860 | 1860                                                |                                                     | 1 135                                               |                                                     |
| 1870 | 1870                                                |                                                     | 1 180                                               |                                                     |
| 1880 | 1880                                                |                                                     | 1 077                                               |                                                     |
| 1890 | 1890                                                |                                                     | 825                                                 |                                                     |
| 1900 | 1900                                                |                                                     | 720                                                 |                                                     |
| 1910 | 1910                                                |                                                     | 639                                                 |                                                     |
| 1920 | 1920                                                |                                                     | 614                                                 |                                                     |
| 1930 | 1930                                                |                                                     | 521                                                 |                                                     |
| 1940 | 1940                                                |                                                     | 456                                                 |                                                     |
| 1950 | 1950                                                |                                                     | 435                                                 |                                                     |
| 1960 | 1960                                                |                                                     | 321                                                 |                                                     |
| 1970 | 1970                                                |                                                     | 542                                                 |                                                     |
| 1980 | 1980                                                |                                                     | 442                                                 |                                                     |
| 1990 | 1990                                                |                                                     | 423                                                 |                                                     |
| Anm: Källor: Umeå universitet - Tabellverket 1749-1859, Demografiska databasen, CEDAR, Umeå universitet. |                                                     |                                                     |                                                     |                                                     |